# تسوجیگیری
تسوجیگیری (辻斬り)، به معنای واقعی کلمه کشتن در چهارراه یک اصطلاح ژاپنی برای تمرینی است که یک سامورایی، پس از دریافت یک کاتانای جدید یا پیشرفت در یادگرفتن یک سبک جدید مبارزه یا سلاح، کارایی خود را با حمله به حریف انسانی، معمولاً یک رهگذر بی دفاع تصادفی، در بسیاری از موارد در طول شب آزمایش می‌کرد. به خود تمرین‌کننده «تسوجیگیری» نیز گفته می‌شود.